# 线性变参数系统
线性变参数系统（Linear parameter-varying System, LPV）是一種特殊的非线性系統，其參數是时间的函數，會隨时间而變化。考慮一個時變的非線性系統，不確定未來的變化，但可以用感測器即時量測其變化，假設{\displaystyle w(t),w}為感測器量到的訊號，且{\displaystyle x(t)}為模型中的狀態，則狀態方程式為
{\displaystyle {\dot {x}}=f(x(t),w(t),{\dot {w}}(t),u(t))}
狀態{\displaystyle w}未知，但會即時量測其變化，而且將此訊號用來控制上。若上述參數相關的系統是對時間線性的，即稱為線性參數相關系統，可以用類似線性非時變系統的方式寫出，但其參數會隨時間變化，也是參數{\displaystyle w}的函數。
{\displaystyle {\dot {x}}=A(w(t))x(t)+B(w(t))u(t)}
{\displaystyle y=C(w(t))x(t)+D(w(t))u(t)}
线性变参数系统常用在非线性系统的建模中，用参数随着状态而改变的特性來模擬非線性的行為。

## 外部連結
- Analysis and Control of Linear Parameter-varying Systems （页面存档备份，存于）